# Битка код Сеуте
Битка код Сеуте (14. август 1415) и португалско освајање северноафричког града Сеуте је у вези са португалском династијом Авиш. Принц дон Енрике од Португалије познатији као Енрике Морепловац је био учесник те битке. 
Рођен 1394. године, Енрике је био четврти син краља Жоаоа I и краљице Филипе. Жоао I је предводио своје синове и португалске трупе у нападу на муслиманско упориште Сеуту 1415. 
Португалска победа је значила много више од добијене битке. Њихова победа над муслиманима је пробудила снове о уједињеном хришћанству које ће надјачати ислам. 
Око 45.000 људи који су дошли са 200 бродова су успели да изврше неочекиван напад и затекну градску одбрану неспремну. Битка је започела у зору а већ те вечери су Португалци освојили град. Принц Енрике је рањен у бици за Сеуту, која је у тада била позната као „Кључ Медитерана“.
Ова победа је била прво веће европско освајање у Африци, које је наговестило експанзију која ће убрзо да се прошири на све континенте.